# David Novotný
David Novotný (ur. 12 czerwca 1969 w Brandysie nad Łabą) – czeski aktor.

## Życiorys
Urodził się w Brandysie nad Łabą. Ukończył Konserwatorium w Pradze.  Po ukończeniu nauki dołączył do Jihoczeskiego teatru w Czeskich Budziejowicach i tam wcielał się w swoje pierwsze role. Od 1998 roku można go zobaczyć na deskach Dejvického divadla. Za postać Dymitra w „Braciach Karamazow” oraz Syna w komedii „O rodzicach i dzieciach” przyznano mu nominacje do Czeskiego Lwa.

## Filmografia
- 2001: Ciemnoniebieski świat jako Mrtvý
- 2003: Jedna ręka nie klaszcze jako Śledczy
- 2006: Reguły kłamstwa jako Karel
- 2008: Bracia Karamazow jako Dimitr Karamazow
- 2008: O rodzicach i dzieciach jako Syn
- 2009: Přešlapy (serial telewizyjny) jako Petr Houdek
- 2012: Okresní přebor – Poslední zápas Pepika Hnátka
- 2013: Křídla Vánoc jako Ráďa